# Bactrianoscythris annae
Bactrianoscythris annae is een vlinder uit de familie dikkopmotten (Scythrididae). De wetenschappelijke naam van deze soort is voor het eerst geldig gepubliceerd in 2009 door Pietro Passerin d'Entrèves & Angela Roggero.

## Type
- holotype: "male. 20.-22.VII.1966. leg. H.G. Amsel. genitalia slide no. 9426 PdE"
- instituut: SMNK, Karlsruhe, Duitsland
- typelocatie: "Afghanistan, Koh-i-Baba, S Side, Panjao, 2650 m"